# El mono y el cazador

Las diferentes curvas corresponden a las trayectorias de proyectiles que hayan sido disparados con distintas velocidades iniciales. Los colores indican las posiciones del mono y del proyectil para un mismo instante de tiempo. En el archivo SVG, al ubicarse con el puntero sobre algún mono o proyectil) se destacarán aquellos monos y proyectiles contemporáneos a él. Notar que el mono y los proyectiles siempre forman una línea paralela a la línea que une sus respectivas posiciones iniciales.

El cazador debe apuntar directamente al mono para poder hacer efectivo el disparo. Esto implica que los triángulos rectángulos definidos por las componentes de la velocidad inicial y por las distancias y deben ser semejantes

El mono y el cazador es un experimento mental utilizado frecuentemente para ilustrar el efecto de la gravedad sobre el movimiento de un proyectil.
Este experimento es tratado en muchos textos introductorios de física.  En esencia, el problema se enuncia de la siguiente manera:

"Un cazador sale de expedición a la selva para cazar monos. Al ver un mono colgando de la rama de un árbol apunta su arma directamente hacia él. El mono, al advertir el peligro, se suelta de la rama y justo en ese instante el cazador ejecuta el disparo. ¿Acertará el cazador a su objetivo? ¿Hacia dónde debe apuntar el arma para que el disparo no falle?

### Discusión
Para contestar a estas preguntas es importante recordar que, según Galileo, todos los  objetos en caída libre en las cercanías de la superficie de la Tierra están sujetos a la misma aceleración (supuesta constante) independientemente de su peso. Además, el movimiento de un cuerpo en un plano puede descomponerse convenientemente en sus dos coordenadas cartesianas {\displaystyle x} e {\displaystyle y} (horizontal y vertical, respectivamente). De esta manera, la aceleración de la gravedad (que actúa en dirección vertical) afecta solamente a la componente vertical de la velocidad. Por lo tanto, el proyectil del cazador y el mono sufren el mismo cambio en la componente vertical de sus velocidades.
Suponiendo, en primer lugar, que el disparo se realiza en ausencia de la acción de la gravedad, entonces el proyectil seguiría la trayectoria rectilínea determinada por su dirección inicial (hacia el mono) y con velocidad constante (primera ley de Newton). Como el mono tampoco caería al soltarse de la rama, debido a que no hay gravedad, se deduce que en este caso el cazador acertaría sin dudas a su objetivo. Si, en cambio, consideramos que actúa la gravedad, entonces la trayectoria del proyectil deja de ser una recta y pasa a ser una parábola. Por su parte, el mono inicia una caída libre. Ahora bien, el ritmo al que el mono cae (o se aleja de su posición inicial) es exactamente igual al ritmo con el cual la trayectoria parabólica del proyectil se aleja de su dirección recta inicial (consecuencia de que ambos están sujetos a la misma aceleración gravitatoria). En otras palabras, tanto el mono como el proyectil sufren el mismo desplazamiento vertical (respecto de la situación en ausencia de gravedad) en iguales intervalos de tiempo.
A medida que ambos cuerpos caen el proyectil también se desplaza horizontalmente (debido a su componente inicial de la velocidad en la coordenada {\displaystyle x}). Por lo tanto, el proyectil tarde o temprano recorrerá la distancia horizontal que lo separa del mono. Es decir, que mientras el mono y el proyectil puedan caer indefinidamente (caso ideal), el encuentro se producirá necesariamente en algún instante (en un caso real siempre existirá el suelo que impedirá la caída indefinida).
Otra manera de analizar el problema es mediante una transformación del sistema de referencia. En el análisis previo se considera el sistema de referencia fijo a la Tierra. Sin embargo, para un observador sobre un sistema de referencia en caída libre (es decir, desde el sistema de referencia del mono), el proyectil describe una trayectoria rectilínea y el encuentro se producirá indiscutiblemente siempre y cuando el disparo esté inicialmente dirigido en línea recta hacia el mono.

### Demostración
Las ecuaciones de movimiento para el mono y el proyectil, respectivamente, son
{\displaystyle y_{\mathrm {mono} }(t)=-{\frac {1}{2}}gt^{2}+h}
y
{\displaystyle y_{\mathrm {proy} }(t)=-{\frac {1}{2}}gt^{2}+v_{0y}t},
donde se ha tomado la coordenada {\displaystyle y} con origen en la altura del disparo y positivo hacia arriba, {\displaystyle v_{0y}} es la componente vertical de la velocidad inicial del proyectil ({\displaystyle {\vec {v}}_{0}}), {\displaystyle g} es el módulo de la aceleración de la gravedad y {\displaystyle h} es la altura inicial del mono. El encuentro se producirá cuando estas funciones (es decir, las alturas) sean iguales, de lo cual se deduce que
{\displaystyle h=v_{0y}t}.
A su vez, las coordenadas horizontales también deben ser iguales. Para ambos cuerpos las posiciones horizontales son
{\displaystyle x_{\mathrm {mono} }(t)=d}
y
{\displaystyle x_{\mathrm {proy} }(t)=v_{0x}t},
donde la coordenada {\displaystyle x} tiene origen en el punto del disparo, {\displaystyle v_{0x}} es la componente horizontal de la velocidad inicial del proyectil ({\displaystyle {\vec {v}}_{0}}) y {\displaystyle d} es la distancia horizontal desde el punto del disparo hasta el mono. Entonces, debe cumplirse además que
{\displaystyle d=v_{0x}t}.
Como el tiempo es común para ambos, se puede escribir
{\displaystyle {\frac {d}{v_{0x}}}={\frac {h}{v_{0y}}}},
o bien que
{\displaystyle {\frac {v_{0y}}{v_{0x}}}={\frac {h}{d}}}.
Esto implica que la dirección del vector velocidad inicial, {\displaystyle {\vec {v}}_{0}}, debe coincidir con la hipotenusa del triángulo rectángulo formado por {\displaystyle h} y {\displaystyle d}. En otros términos, el cazador debe apuntar directamente al mono para que el disparo sea efectivo. La aparente divergencia en el cociente anterior (cuando {\displaystyle d=0}) queda salvada por el hecho de que, en tal caso, la componente horizontal de la velocidad debe ser {\displaystyle v_{0x}=0} de tal manera que el disparo sea vertical.